# 長澤彩
長澤 彩（ながさわ あや、1988年6月11日 - ）は、日本の女子競輪選手。岐阜県各務原市出身。日本競輪選手会福岡支部所属（当初は愛知支部所属）。日本競輪学校（当時。以下、競輪学校）第106期生。師匠は武井克敏（75期）。現姓、佐藤。

## 経歴
岐阜女子商業高等学校時代の2005年、第36回全国高等学校バレーボール選抜優勝大会（春の高校バレー）に出場。同校卒業後、中日美容専門学校を経て美容師となった。
競輪選手になる前は、美容師として愛知県の美容室で働いていた。その勤務先の美容室の社長の父親が元競輪選手であり、また自転車愛好家だった影響を受け、自身も休日の合間を縫ってロードバイクで遠出するようになった。その後、ガールズケイリンが開始されたことを受け、趣味を生かしてみたいという思いから転職を決意。
競輪学校の入学試験は、最初の受験となった第104回入学試験で適性試験にて受験するも不合格となる。2012年12月20日、技能試験で受験した第106回入学試験に合格。在校競走成績は4位（24勝）。
2014年5月3日、京都向日町競輪場でデビューし4着。初勝利は同年5月4日の同場。初優勝は同年6月7日の青森競輪場で挙げた。
2017年4月22日、松山競輪場で通算100勝を達成。同年5月4日にはガールズケイリンコレクション京王閣ステージで、ガールズケイリンコレクション初優勝。また、私生活では同年2月に同じく競輪選手の佐藤健太と結婚することが報じられ、6月に入籍した。
2018年は、8月16日のガールズケイリンコレクションいわき平ステージ・アルテミス賞レースで優勝。
2019年は、8月15日のガールズケイリンコレクション名古屋ステージ・アルテミス賞レースで優勝し、アルテミス賞連覇を果たした。
2020年10月16日、第一子を妊娠している事を公表した。また、11月1日付けでデビューより在籍していた愛知支部から福岡支部へ移籍する事も発表し、12月2日付けで移籍した。なお、夫である佐藤健太も同時期に福岡支部へ移籍している。
2021年4月16日、第一子となる長女を出産。レースには復帰予定としたが、子育てに時間を割いていたこともあり復帰が長引いたことで、復帰戦は2022年9月16日からの防府FII（モーニング）となった。
2024年1月19日、西武園FII（ミッドナイト）で産休明け復帰後初優勝。3年5か月ぶり、通算48回目の優勝となった。「ママさんレーサー」としての優勝は加瀬加奈子に次いで二人目。

## 主な獲得タイトル
- 2017年 - ガールズケイリンコレクション2017京王閣ステージ（5月）
- 2018年 - ガールズケイリンコレクション2018いわき平ステージ アルテミス賞（8月）
- 2019年 - ガールズケイリンコレクション2019名古屋ステージ アルテミス賞（8月）